# Posuško polje
Posuško polje je krško polje u Bosni i Hercegovini
Nalazi se u zapadnoj Hercegovini, kod grada Posušje. Površina Posuškog polja je 16 km2. Dugo je 13, a široko do 3 kilometra. Polje se nalazi na 570 – 620 metara nadmorske visine. Okruženo je uglavnom brdima i planinama do 1200 m. n. v. Radovanj, Plejin vrh, Vranić, Grabovica, Kljenak, Starka, Gradac itd. Polje je slabo naseljeno te se postupno naseljava. Njime protiče Ričina koja nastaje spajanjem Ružićkog potoka i Drinapotoka kod Tribistova. Ričina dalje teče u Virsko polje, a zatim se ulijeva u Suvaju u Imotskom polju. U jesenskim i proljetnim mjesecima njegov jugoistočni dio (Broćanac) često je plavljen vodom dubokom nekoliko metara. Polje je izloženo vjetrovima.

## Klima biljni i životinjski svijet
Klima je slična onoj iz grada Posušja. Polje se označava kao prijelaz između mediteranskog u gornjački planinski kraj te se na ovom polju polju sudaraju mediteranski i hladni kontinentalni odnosno planinski utjecaji. Po definicijama FHMZ-a ovdje se prelamaju izmijenjeni jadranski tip klime i pretplaninska maritimna klima. Ljeta su vruća i ponekad sušna, a zime oštre sa snijegom i jakim vjetrovima te velikom hladnoćom u vedrim noćima, kada polje bude i do 10 stupnjeva hladnije od susjednog imotskog polja. Na polju je nastanjen uglavnom zec, a ima niskog raslinja i stabala hrasta i bijelog te crnog bora. Na polju se također uzgajaju krumpir, smilje, pšenica i razne žitarice.

## Naseljena mjesta
- Broćanac, Rastovača, Batin, Osoje, Čitluk, Vinjani.